# Campeonato Brasileiro de Handebol Feminino de 2017
O Campeonato Brasileiro de Handebol Feminino de 2018 foi uma edição deste torneio disputada entre 5 e 9 de dezembro. A competição foi organizada pela Confederação Brasileira de Handebol (CBHb) e pela Liga de Handebol do Amazonas (LIHAM), juntamente com o apoio da secretaria de Estado de Juventude, Esporte e Lazer (SEJEL).
O Português/AESO conquistou seu oitavo título ao vencer o BPE/Santa Cruz na decisão.

## Primeira fase
Na primeira fase, os sete clubes participantes foram divididos em dois grupos, enfrentando os adversários do próprio grupo em turno único. Os dois melhores colocados de cada grupo se classificaram para a fase final do torneio.

### Grupo A
Primeira rodada
A primeira rodada ocorreu no dia 5 de dezembro, os jogos foram realizados no Ginásio Poliesportivo Renné Monteiro, em Manaus.
| Equipe 1       | Resultado | Equipe 2       |
| -------------- | --------- | -------------- |
| Paysandu       | 25–36     | BPE/Santa Cruz |
| Português/AESO | 33–30     | Rio Negro      |

Segunda rodada
A segunda rodada ocorreu no dia 6 de dezembro, os jogos foram realizados no Ginásio Poliesportivo Renné Monteiro, em Manaus.
| Equipe 1       | Resultado | Equipe 2       |
| -------------- | --------- | -------------- |
| Português/AESO | 24–24     | BPE/Santa Cruz |
| Rio Negro      | 29–26     | Paysandu       |

Terceira rodada
A terceira rodada ocorreu no dia 7 de dezembro, os jogos foram realizados no Ginásio Poliesportivo Renné Monteiro, em Manaus.
| Equipe 1       | Resultado | Equipe 2       |
| -------------- | --------- | -------------- |
| Português/AESO | 41–21     | Paysandu       |
| Rio Negro      | 31–32     | BPE/Santa Cruz |

### Grupo B
Primeira rodada
A primeira rodada ocorreu no dia 5 de dezembro, os jogos foram realizados no Ginásio Poliesportivo Renné Monteiro, em Manaus.
| Equipe 1      | Resultado | Equipe 2                     |
| ------------- | --------- | ---------------------------- |
| Montes Claros | 41–19     | Adalberto Valle/Nassau/Sejel |

Segunda rodada
A segunda rodada ocorreu no dia 6 de dezembro, os jogos foram realizados no Ginásio Poliesportivo Renné Monteiro, em Manaus.
| Equipe 1             | Resultado | Equipe 2                     |
| -------------------- | --------- | ---------------------------- |
| HCM/IFAM/B2/Braziloc | 38–28     | Adalberto Valle/Nassau/Sejel |

Terceira rodada
A terceira rodada ocorreu no dia 7 de dezembro, os jogos foram realizados no Ginásio Poliesportivo Renné Monteiro, em Manaus.
| Equipe 1      | Resultado | Equipe 2             |
| ------------- | --------- | -------------------- |
| Montes Claros | 33–28     | HCM/IFAM/B2/Braziloc |

## Fase final
|  | Semifinais                                 | Semifinais                                 |    |                                            | Final                                      | Final |  |
|  |                                            |                                            |    |                                            |                                            |       |  |
|  | Ginásio Poliesportivo Renné Monteiro, 8/12 |                                            |    |                                            |                                            |       |  |
|  | Português/AESO                             | 38                                         |    |                                            |                                            |       |  |
|  | HCM/IFAM/B2/Braziloc                       | 22                                         |    |                                            |                                            |       |  |
|  |                                            |                                            |    |                                            |                                            |       |  |
|  |                                            |                                            |    |                                            | Ginásio Poliesportivo Renné Monteiro, 9/12 |       |  |
|  |                                            |                                            |    |                                            | Português/AESO                             | 25    |  |
|  |                                            | BPE/Santa Cruz                             | 21 |                                            |                                            |       |  |
|  |                                            |                                            |    |                                            |                                            |       |  |
|  |                                            |                                            |    |                                            |                                            |       |  |
|  |                                            |                                            |    |                                            | Terceiro lugar                             |       |  |
|  | Ginásio Poliesportivo Renné Monteiro, 8/12 | Ginásio Poliesportivo Renné Monteiro, 8/12 |    | Ginásio Poliesportivo Renné Monteiro, 9/12 | Ginásio Poliesportivo Renné Monteiro, 9/12 |       |  |
|  | Montes Claros                              | 16                                         |    | HCM/IFAM/B2/Braziloc                       | 26                                         |       |  |
|  | BPE/Santa Cruz                             | 31                                         |    |                                            | Montes Claros                              | 31    |  |

### Duelo das demais posições
|  | Disputa do 6.º lugar                       | Disputa do 6.º lugar                       | Disputa do 6.º lugar                       |                                            |  | Disputa do 5.º lugar                       | Disputa do 5.º lugar | Disputa do 5.º lugar |
|  |                                            |                                            |                                            |                                            |  |                                            |                      |                      |
|  |                                            |                                            |                                            |                                            |  | Ginásio Poliesportivo Renné Monteiro, 9/12 |                      |                      |
|  | Ginásio Poliesportivo Renné Monteiro, 8/12 | Ginásio Poliesportivo Renné Monteiro, 8/12 | Ginásio Poliesportivo Renné Monteiro, 8/12 | Ginásio Poliesportivo Renné Monteiro, 8/12 |  | Rio Negro                                  | Rio Negro            | 28                   |
|  | Paysandu                                   | Paysandu                                   | 44                                         |                                            |  | Paysandu                                   | Paysandu             | 27                   |
|  | Adalberto Valle/Nassau/Sejel               | Adalberto Valle/Nassau/Sejel               | 26                                         |                                            |  |                                            |                      |                      |